# Eosinofilní granulocyt

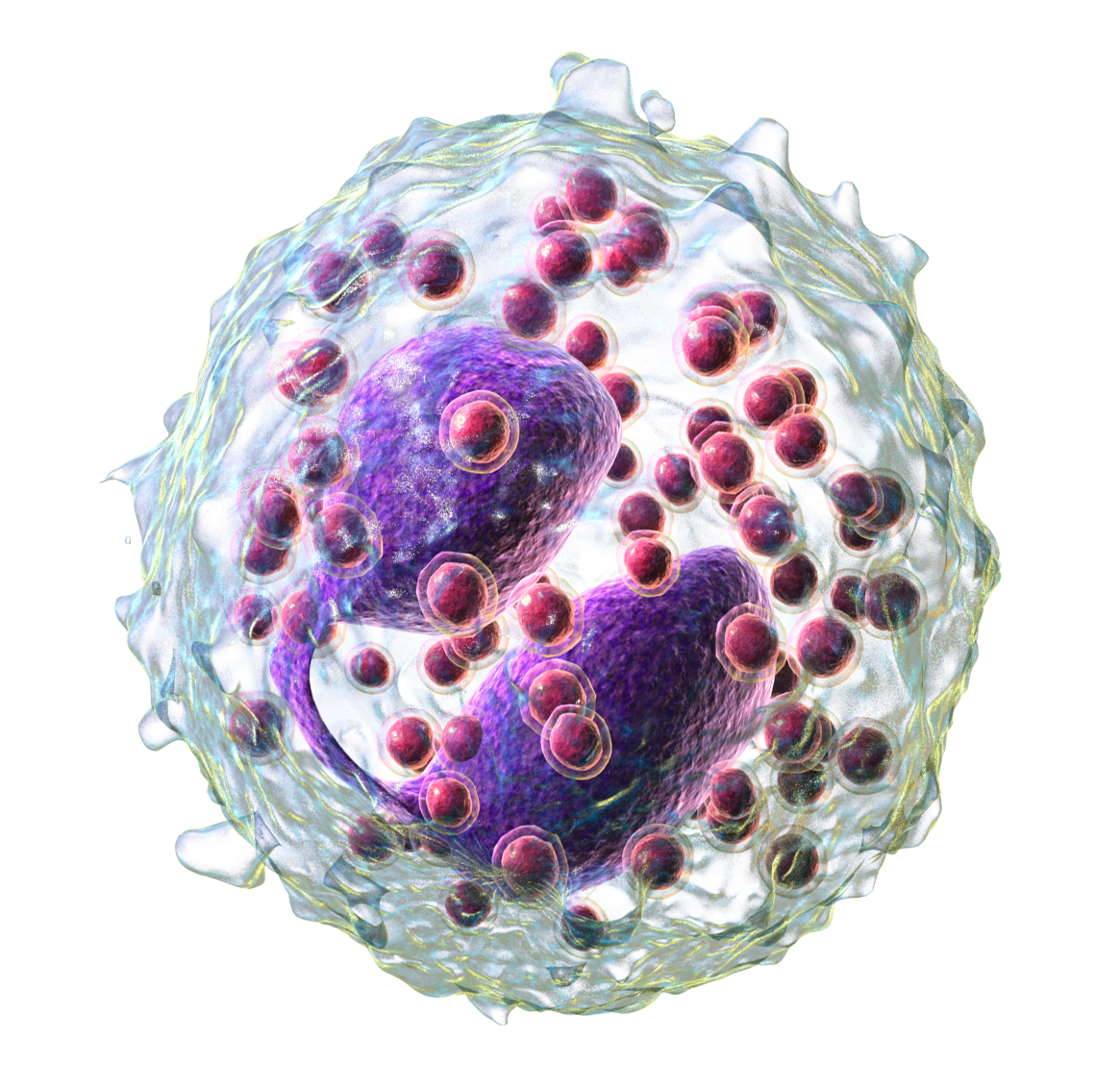
Eosinofilní granulocyt s dvojlaločnatým jádrem a četnými granuly.

Eosinofilní granulocyt v krevním nátěru, barven hematoxylinem-eosinem

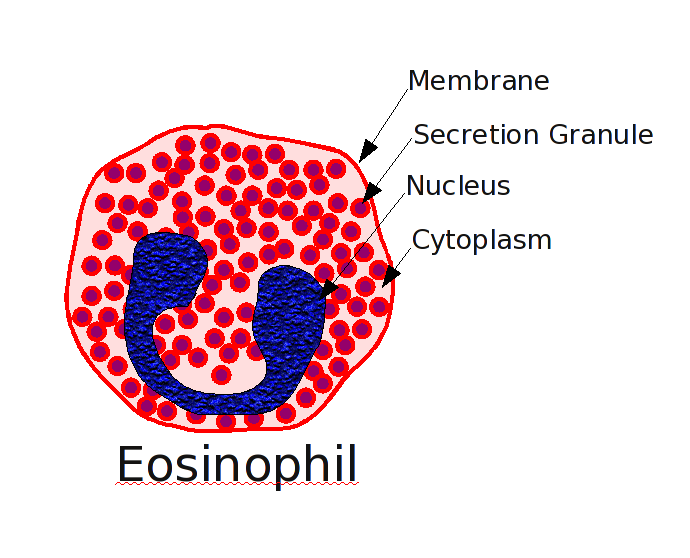
Nákrs eosinofilního granulocytu

Eosinofilní granulocyty, nebo také eozinofily, jsou buňky imunitního systému patřící do skupiny granulocytů. Mají charakteristickou morfologii, kdy jsou v cytoplasmě patrné četné granule a velké dvoulaločnaté jádro. Název získaly podle charakteristických granulí v cytoplasmě, které se při barvení hematoxylinem-eosinem barví eosinem do červena. Stejné barvení odlišilo i ostatní granulocyty, kdy jsou basofily zbarveny do modra a neutrofily do růžova. Průměr buněk se pohybuje mezi 12–17 µm.

## Výskyt a vývoj
Eosinofilní granulocyty jsou terminálně diferenciované buňky z hematopoetických kmenových buněk. Vznikají z myeloidních prekursorů ze společného progenitoru granulocytů a makrofágů. Vznikají v kostní dřeni za působení transkripčních faktorů C/EBP (CCAAT/enhancer-binding protein), GATA-1, PU.1 a FOG (friend of GATA). Rozhodující roli mají hlavně C/EBP a GATA-1. Pro regulaci vývoje jsou důležité také IL-3, IL-5 a GM-CSF, z nichž nejspecifičtější je IL-5 , který reguluje jejich růst, diferenciaci a aktivaci.
Eosinofily vznikají v kostní dřeni a z ní jsou vyplavovány do krve, kde tvoří relativně nízké hladiny 1–3 % z počtu leukocytů. V krvi bývají 8–12 hodin. Více se vyskytují ve tkáních, jako je lamina propria gastrointestinálního traktu, ve dřeni a na rozhraní dřeně a kůry brzlíku, vaječnících, slezině nebo lymfatických uzlinách. Do tkání jsou atrahovány chemokiny, z nichž nejvýznamnější, eotaxin-1, je konstitutivně exprimován ve střevech nebo brzlíku. V děloze je produkce chemoatraktantů, jako RANTES, eotaxin-1 a MIP-1α, a tím i eozinofilů, ovlivněna hladinou estrogenu. Do místa zánětu jsou eozinofily atrahovány cytokiny spojenými s Th2 odpovědí (IL-4, IL-13, IL-5) a adhezivními molekulami (integriny β1, β2 a β7). Ve tkáních bez aktivace přežívají 8–12 dní. Při alergických reakcích se jejich počet zvyšuje i v kůži, plicích a jícnu.

## Obsah granulí
Eosinofily v cytoplasmě obsahují granule, které jsou schopné za určitých podmínek vypustit do prostředí. Granule do prostředí vypouští regulovanou exocytózou a degranulací. Eosinofily jsou pak schopné i částečné degranulece, kdy z granulí vylučují specifické složky na základě určité stimulace. Příkladem je třeba stimulace eozinofilů pomocí IFN-γ, kdy se z granulí uvolňuje protein RANTES (známý také jako CCL5), aniž by došlo k uvolnění kationických proteinů.
Granule obsahují cytotoxické kationické proteiny, ale také chemokiny a cytokiny. Z kationických proteinů obsahují MBP (z anglického major basic protein), EDN (z angl. eosinophil-derived neurotoxin), EPO (eosinophil peroxidase), ECP (eosinophil cationic protein) nebo protein CLC (Charcot-Layden crystal). Jádro granulí bývá tvořeno MBP-1 a MBP-2, matrix pak ECP, EDN a EPO.

#### MBP (major basic protein)
MBP působí na kontrakci hladkých svalů přes M1 a M2 receptory. Svou aktivitou podporuje degranulaci histaminu z žírných buněk a basofilů, aktivuje i neutrofily a makrofágy. Cytotoxicky působí na parazitární helminty i na tkáně organismů v alergických reakcích. MBP je rovněž exprimován v děloze během těhotenství.

#### EPO (eosinophil peroxidase)
EPO tvoří 25% celkové hmotnosti granulí. Katalyzuje oxidaci pseudohalidů, halogenidů a NO, za vzniku reaktivních forem kyslíku (ROS, reactive oxygen species) a reaktivních metabolitů dusíku, které podporují oxidativní stres v buňkách a následně jejich smrt apoptózou nebo nekrózou.

#### ECP (eosinophil cationic protein)
ECP způsobuje citlivost k napětí na membránách a za pomoci iontově selektivních pórů v membránách buněk, usnadňuje vstup cytotoxických molekul do buňky. ECP dále potlačuje proliferaci T buněk a v B lymfocytech zamezuje produkci protilátek. Dále podporuje u žírných buněk degranulaci, v dýchacích cestách stimuluje sekreci hlenu, ve fibroblastech produkci glykosaminoglykanu. Společně s MBP a EPO je toxický pro tkáně srdce, mozku, nebo epitel průdušek. Společně s EDN má ribonukleázovou aktivitu a působí proti RNA virům.

#### NGF (nerve growth factor)
NGF je produkován eozinofily a podporuje přežití a funkce sympatických nervů. Působí i v imunitních reakcích, jelikož podporuje přežití a aktivaci žírných buněk, autokrinně pak působí i na eozinofily na aktivaci a uvolnění EPO.

## Povrchové znaky
Eosinofilní granulocyty mají na svém povrchu chemokinový receptor CCR3, který je spřažený s G-proteiny a váže eotaxiny nebo CCL5. Dále povrchový receptor pro cytokin IL-5 (IL-5Rα), jehož stimulací je regulována aktivace a diferenciace granulocytů. Na povrchu eozinofilů je také histaminový receptor H4 nebo Siglec-8, patřící do skupiny lektinů.

## Funkce
Eosinofilní granulocyty jsou zapojeny do různých zánětlivých procesů, předně v boji proti parazitárním helmintům, ale i v alergických reakcí. Eosinofily degranulují v přítomnosti helmintů na základě rozpoznání přítomných protilátek nebo komplementu. Ochrannou roli mohou mít i proti RNA virům, granulární proteiny ECP a EDN fungují jako ribonukleázy, enzymy katalyzující štěpení jednořetězcové RNA. Účastní se ale také dalších procesů, jako je podpora vývoje mléčných žláz savců, obrana proti virovým infekcím nebo neuroplasie.
Po aktivaci přes receptory pro cytokiny, případně imunoglobuliny, reagují sekrecí cytokinů (IL-2, IL-4, IL-5, IL-10, IL-12, IL-13, TNF-α, TGF-β, GM-CSF) chemokinů (eotaxin-1, RANTES, MIP-1α), lipidových mediátorů (leukotrieny, např. LTC4, prostaglandiny, př. PGE2). Jejich působením dochází k upregulaci adhezivních molekul, stahování hladké svaloviny nebo podpoře sekrece hlenu na sliznicích.
Důležitým obsahem granulí jsou kationtové proteiny (jako MBP, ECP, EPO, viz výše), které jsou schopné v tkáních působit dysfunkce a poškození. Eosinofily mají rovněž vysokou hladinu NADPH oxidázy a pomocí tvorby volných radikálů mohou v buňkách indukovat apoptózu.
Eosinofilní granulocyty mohou působit jako antigen prezentující buňky. Jsou schopny fagocytózy, převážně prostřednictvím vazby IgE na jednobuněčných parazitech. Podporují přežití a zrání T lymfocytů vylučováním cytokinů (IL-2, IL-4, IL-6, IL-10 a IL-12) a podporují polarizaci T odpovědi k Th2 typu. Podporu Th2 zprostředkovávají i produkcí IDO (indolamin-2,3-dioxygenáza), který funguje jako enzym v metabolismu tryptofanu na kynurenin. Kynurenin pak podporuje apoptózu u Th1 buněk. Thymické eozinofily exprimují vysoké hladiny MHC gp. II a střední hladiny MHC gp. I a kostimulačních molekul (CD86, CD153) a účastní se negativní selekce. Do brzlíku jsou atrahovány eotaxinem-1, který je v brzlíku exprimován konstitutivně.
Eosinofilní granulocyty podporují svou aktivitou degranulaci žírných buněk. MBP aktivuje žírné buňky k uvolnění histaminu, PGD2, GM-CSF, TNF-α a IL-8. Produkcí NGF pak eozinofily podporují přežití a aktivaci žírných buněk.

## Eosinofily a patologie

#### Eosinofilie
Eosinofilie označuje vysokou hladinu eozinofilů v krvi. Běžná hladina u člověka je 0,4*109/l (=400/µl), za eosinofilii se považují hladiny vyšší než 0,5*109/l (nebo také 500/µl). Eosinofilie může být způsobena různými důvody, jako jsou parazitální infekce v organismu, alergické reakce nebo autoimunitní onemocnění.

#### Astma
Role eosinofilních granulocytů je popisována i v projevech astmatu. V tkáních jsou při astmatu zvýšené hladiny granulárních proteinů z eozinofilů (např. MBP). Tyto proteiny jsou zapojeny do projevů onemocnění a cytotoxicky poškozují tkáň nemocného jedince. MBP zvyšuje aktivitu hladkého svalstva a napomáhá rozvoji hyperreaktivity dýchacích cest (bronchiální hyperreaktivita). Eosinofily při astmatu zvyšují i hladiny leukotrienů, jejímž působením se zvyšuje permeabilita cév a sekrece hlenu na sliznicích.

#### Poruchy gastrointestinálního traktu
Při různých typech onemocnění dochází k hromadění eozinofilů ve střevech. Tyto poruchy se souhrnně označují jako gastrointestinální poruchy spojené s eozinofily a řádí se k nim eosinofilní gastroenteritidy, alergické kolitidy, hypereosinofilní syndromy i zánětlivé onemocnění střev (IBD). Zvýšení hladiny eosinofilu ve střevech může být i následkem infekce helminty či reakce na léky (např. penicilin). Nárůst hladiny eozinofilů ve střevech se objevuje většinou nezávisle na eosinofilii periferní krve.

#### Blokace eosinofilů
Léčba spojená s blokací eozinofilů, nebo jejich funkcí je založena převážně na glukokortikoidech, které potlačují celkovou produkci zánětlivých mediátorů, jako cytokinů a chemokinů. K blokaci cytokinů bývá používán i cyklosporinA. Hojně se využívají i antagonisté receptorů produkovaných molekul (např. leukotrienů), nebo humanizované protilátky proti IL-5, nebo eotaxinu-1.